# Molinetto della Croda
Il Molinetto della Croda è un antico mulino ad acqua ubicato in area paesaggistica di rilievo della provincia di Treviso, nella valle del Lierza, lungo la strada che collega l'abitato di Refrontolo (comune a cui il monumento appartiene) a quello di Rolle.

## Storia

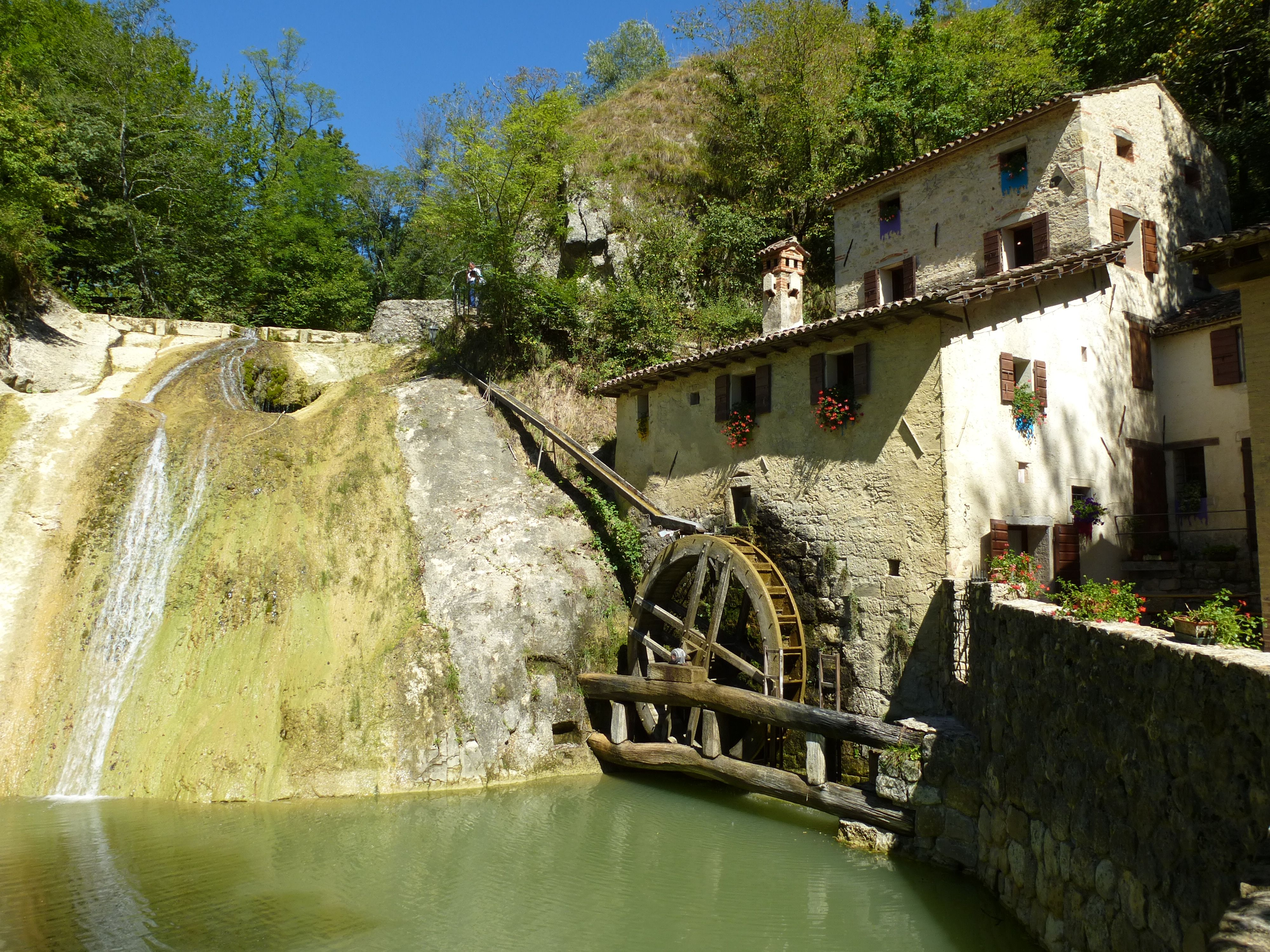

Il mulino è sorto nel 1630, con l'aggiunta di poco successiva di un alloggio per la famiglia custode, di una stalla e di un granaio. Sfruttava le acque del torrente Lierza, principale affluente del Soligo, ai piedi di un salto d'acqua di 12 metri; fu dismesso nel 1953.
Alla fine del Novecento, dopo aver vissuto anni di degrado, il mulino è stato acquistato dal comune di Refrontolo, che ha proceduto a un accurato restauro e ne ha fatto un museo della molitura, oltre che una sede di esposizioni, tra cui, nel 2009, un'importante retrospettiva del pittore Angelo Lorenzon e, nel periodo invernale, l'annuale Mostra internazionale dei presepi.
Nella tarda serata del 2 agosto 2014 lo spiazzo prospiciente il molinetto che ospitava una festa privata sotto il tendone della pro-loco è stato scenario di una violenta esondazione del torrente Lierza, una ondata di acqua e fango di un metro e mezzo che ha spazzato via tutto causando la morte di quattro persone ed il ferimento di altre otto.

## Caratteristiche

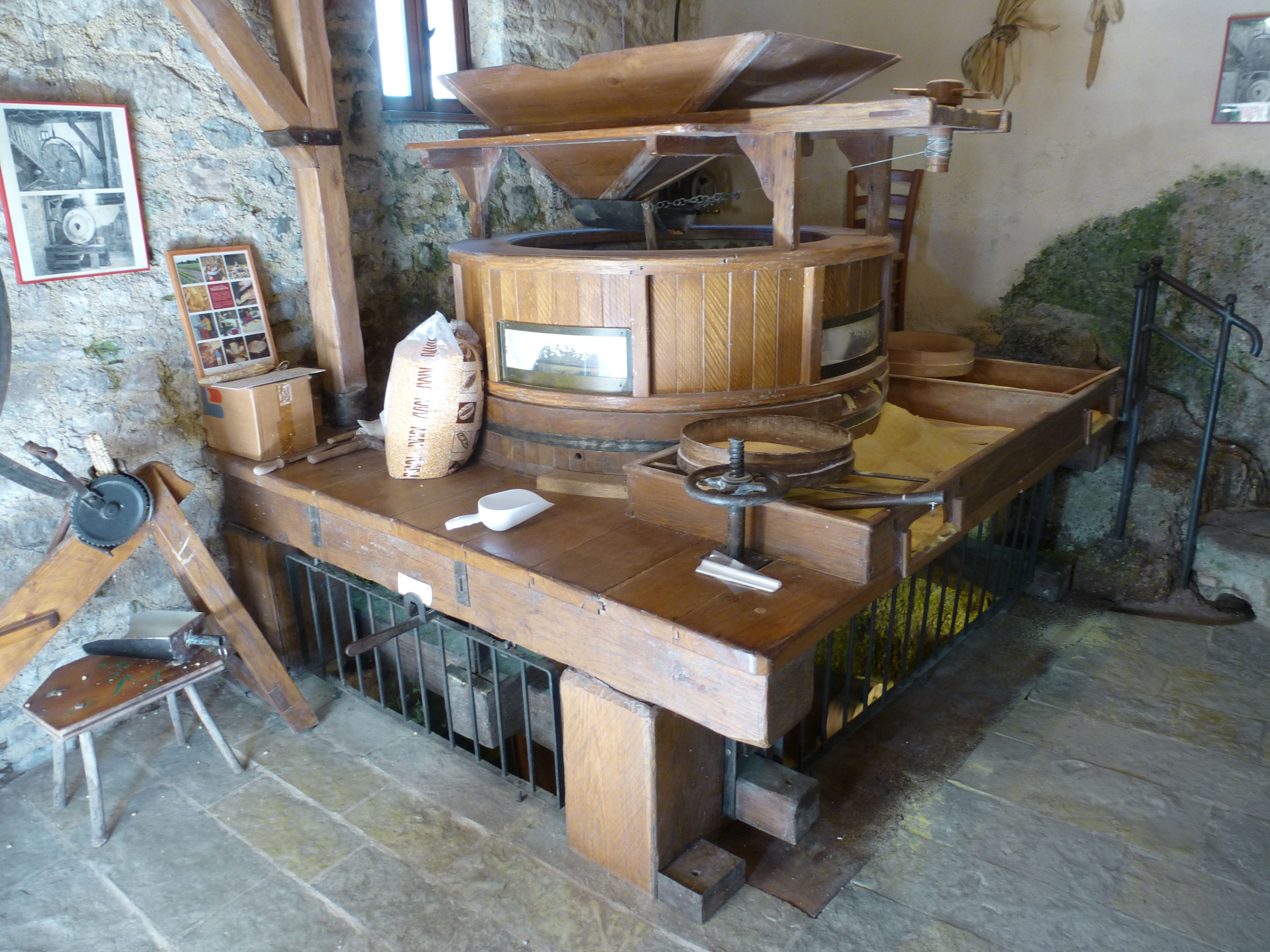
Sala della macina

Esternamente l'edificio è una struttura rurale di piccole dimensioni, fatta di pietra e legno e addossata a un costone roccioso, da cui scendono le acque del Lierza.
All'interno del molino si possono visitare l'impianto con la caratteristica macina e i vari piani dell'abitazione, testimonianza dei luoghi ove dimoravano le famiglie che si sono susseguite nella gestione.

## Influenze culturali
- Molti artisti sono stati affascinati da questo monumento: numerose le rappresentazioni pittoriche di autori veneti, come Angelo Lorenzon[5] e Tiziano D'Agostin[6].
- Anche il cinema non ha trascurato il Molinetto: nel 1977 i suoi ambienti e il paesaggio ad esso circostante hanno fatto da scenario al film Mogliamante, con Marcello Mastroianni e Laura Antonelli.